# Juan Echevarría Gangoiti
Juan Echeverría Gangoiti (Bilbao, 1926 - Madrid, 2018) fue un economista, catedrático y político español.

## Biografía

### Formación y actividad pública
Juan Echeverría nace en Bilbao en 1926. Estudió Ciencias Económicas licenciándose en la universidad de Madrid con Premio Extraordinario de Doctorado en Ciencias Económicas. Amplía sus estudios en las universidades de Harvard (EE.UU), Lund (Suecia), la London School of Economics y la Universidad Hebrea de Jerusalén. En 1957 consigue por oposición la cátedra de Teoría Económica de la Facultad de Ciencias Económicas de Bilbao siendo catedrático numerario. Posteriormente es nombrado decano de la Facultad de Ciencias Económicas para convertirse en 1968 en uno de los fundadores y en el primer rector de la Universidad Autónoma de Bilbao, futura Universidad del País Vasco. Años más tarde le nombran rector honorario de la misma otorgándole la medalla de oro.
En 1969 es nombrado director general de Enseñanza Superior e Investigación. En 1970, es catedrático titular de Teoría Económica de la Universidad Complutense de Madrid desempeñando más adelante, entre 1972 y 1982, el cargo de director general de Universidades y Ciencia, director general de Inspección e Investigación Tributaria en el Ministerio de Hacienda, y director general de la Banca Oficial.

### Actividad política

#### Diputado en la Legislatura Constituyente por UCD 1977-1979
En 1977, Juan Echeverría se presenta como candidato independiente por Vizcaya en las listas de la UCD. Juan Echevarría encabezará la candidatura de Unión de Centro Democrático en Vizcaya logrando ser la tercera fuerza y obteniendo dos escaños; para Ricardo Echanove y él mismo. Juan Echevarría forma parte del Grupo Parlamentario de Unión de Centro Democrático siendo su alta el 1 de julio de 1977 y causando baja el 2 de enero de 1979 debido a la convocatoria de elecciones generales para marzo de ese año.
Siendo diputado de esta legislatura constituyente, forma parte de diversos órganos. Fue vocal de la Comisión de Economía y Hacienda, vocal de la Comisión de Presupuestos, y presidente de la Comisión de Economía desde el 10 de noviembre de 1977 hasta el 2 de enero de 1979. Dentro de esta legislatura forma parte también del primer Consejo General Vasco. Asimismo, en esta legislatura constituyente, la Comisión de Asuntos Constitucionales comienza a debatir el anteproyecto de Constitución el 5 de mayo de 1978, para finalmente ser votado en el Congreso y en Senado el 31 de octubre. En el Congreso, del cual formaba parte Echevarría, votarían a favor trescientos veinticinco diputados.
Juan Echeverría no se presenta como candidato a las siguientes elecciones generales abandonando la política activa.

#### Miembro del Primer Consejo General Vasco 1978-1979
El primer Consejo General Vasco fue un órgano preautonómico constituido formalmente el 17 de febrero de 1987 en Vitoria. Los objetivos fundamentales de este consejo fueron el Concierto Económico, creándose comisiones para su redacción, la cuestión relativa a la incorporación de Navarra y la redacción del proyecto de Estatuto de Autonomía del País Vasco. Este primer Consejo General Vasco estuvo precedido de una situación de tensión generada por Juan Echevarría en lo relativo a su voto; ya que Echevarría era el responsable de dirimir quien fuera presidente; a saber, el socialista Ramón Rubial o el nacionalista Juan de Ajuriaguerra. Durante la sesión del consejo se llegan a producir hasta siete votaciones con resultado de empate entre el socialista Ramón Rubial y el nacionalista Juan de Ajuriaguerra. En la octava votación, Juan Echevarría Gangoiti, se abstiene facilitando la elección de Ramón Rubial como presidente del primer Consejo Vasco. Finalmente, se procedió a la composición de los quince miembros del Consejo y al reparto de las diferentes carteras, de las cuales, dos recaerían sobre dos miembros de la UCD; la cartera de Obras Públicas y Vivienda para Jesús Viana y la de agricultura para Pedro Morales. Juan Echeverría es nombrado consejero sin cartera.  Durante la presidencia de Ramón Rubial, tienen lugar las reuniones y negociaciones sobre el Estatuto de Autonomía de Guernica, así como el tema del Concierto Económico y la cuestión de Navarra. Asimismo, durante el primer Consejo General Vasco, Euskaltzaindia pasaría a ser ente de carácter público el 13 de marzo de 1978; la declaración de la Ikurriña como bandera del País Vasco el 10 de abril y la petición al Gobierno Central el 17 de este mismo mes; la legalización de todos los partidos; el Concierto económico; la institución de Juntas Generales; la democratización de los ayuntamientos; el traspaso de competencias estatales al Consejo General Vasco y la cooficialidad del euskera.
El segundo Consejo General Vasco se constituye en junio de 1979, una vez realizadas las elecciones generales, municipales y forales de dicho año. Juan Echeverría ya no forma parte en este segundo Consejo.

#### Avioneta particular
El 29 de diciembre de 1978, tras publicarse la Constitución Española en el Boletín Oficial del Estado, los políticos vascos y catalanes tienen que registrar sus respectivos proyectos de Estatutos para empezar a tramitarlos en las Cortes Generales. Así pues, Adolfo Suárez comunica a la Asamblea de parlamentarios vascos su intención de disolver las Cortes Generales, información que hace que los diputados y senadores reunidos en la Casa de Juntas de Guernica, aprueben ese mismo día con veinticuatro votos a favor, una abstención y un voto en contra el proyecto de Estatuto de Autonomía. Con la aprobación en mano, un grupo de parlamentarios vascos entre los que se encuentra Echeverría, llevan a Correos dos copias firmadas, y posteriormente alquilan un avión, en el que viaja Echevarría, llegando a Madrid y registrando el documento a las 19:12, una hora y once minutos antes que los catalanes, que hacen lo propio, pero en vuelo regular. Este hecho justificó que el proyecto vasco se debatiera antes que en el catalán.

## Distinciones
- Miembro de la Real Sociedad Vascongada de los Amigos del País
- Economista de Honor del Colegio Nacional de Economistas
- Gran Cruz del Mérito Civil
- Gran Cruz de Alfonso X el Sabio
- Medalla al Mérito Constitucional
- Encomienda con Placa de la Orden de Alfonso X el Sabio

- Rector Honorario de la Universidad del País Vasco
- Caballero de Honor y Devoción de la Soberana Orden Militar de Malta
- Gran Cruz de Honor y Devoción de la Orden de Malta
- Gran Cruz al Mérito Melitense (Orden de Malta)[11]
- Gran Cruz al Mérito Naval de Primera Clase
- Medalla de Oro de la Previsión
- Comendador de las Palmas Académicas de Francia
- Medalla de Plata de la Universidad de Salamanca
- Medalla por Servicios Prestados de la Universidad Complutense de Madrid

## Obras
- Anotaciones al Plan de Desarrollo. Echevarria Gangoiti, Juan. Editorial Tecnos. ISBN: 978-84-309-0241-5
- Teoría del dinero y del comercio internacional. Echevarria Gangoiti, Juan.Editorial Tecnos. ISBN: 978-84-309-0724-3
- Las regiones periféricas europeas frente a los cambios mundiales, Echevarria Gangoiti, Juan. Real Sociedad Bascongada de los Amigos del País.
- Las Órdenes militares en la actualidad. Echevarría y Gangoiti, Juan. Cuadernos de investigación del Monasterio de Santa María la Real.  Nº 12, 1996. ISSN 0214-896X